# Verão no Aquário
Verão no Aquário é um romance da escritora brasileira Lygia Fagundes Telles, publicado em 1964.
Com uma atmosfera de tragédia grega, a narradora Raíza revela seus traumas e dramas. O principal deles: a relação conturbada com a mãe, Patrícia. Com a chegada do jovem seminarista André, Raíza acredita que o rapaz tem um caso com a mãe e passa a disputá-lo.